# Triaenodes
Triaenodes – owad, chruścik z rodziny Leptoceridae. Larwy prowadzą wodny tryb życia,  budują przenośne domki ze spiralnie ułożonych fragmentów detrytusu (podobnie jak larwy Phryganea, jednakże znacznie mniejsze). Dzięki długim odnóżom trzeciej pary, zaopatrzonym w długie włoski, larwy są zdolne do pływania wraz z domkiem. Ułatwia to przemieszczanie się między roślinami wodnymi. Mimo to nie są zaliczane ani do planktonu, ani nektonu, a do bentosu. Do aktywnego pływania wraz z domkiem zdolne są także larwy z rodzajów: Ylodes, Leptocerus.
Pospolicie w Polsce występuje Triaenodes bicolor, którego larwy występują w małych zbiornikach trwałych oraz litoralu jezior. Larwy bardzo podobne do larw z rodzaju Ylodes.
Do rodzaju należą następujące gatunki:
- Triaenodes phalacris
- Triaenodes tridonata
- Triaenodes bicolor